# Шульгино (Рязанская область)
Шульгино — деревня в Касимовском районе Рязанской области России. Входит в состав Крутоярского сельского поселения.

## Географическое положение
Деревня расположена в ландшафте закарстованной моренно-водноледниковой равнины примерно в 18 км к юго-западу от центра города Касимова. Ближайшие населённые пункты — посёлок Лашма к северу, деревня Бучнево к северо-востоку, деревня Фроловское к востоку, деревня Новляны к юго-востоку.

## История
Происхождение названия деревни скорее всего восходит к фамилии помещика Шульгина. Интересно, что в свою очередь его предки могли получить такую фамилию от прозвища указывающее на физический изъян: от шульга (то есть леворукий, левша).
Согласно книге «Список населённых мест Рязанской губернии по сведениям 1859 года» (издано в Санкт — Петербурге в 1862 году) Шульгино — казённая деревня (то есть крестьяне принадлежали государству, а не помещику) при родниках и колодцах Расстояние в верстах до уездного города (Касимова) — 17. Число дворов: 87, число жителей мужского пола: 294, число жителей женского пола: 315.

## Население
| 1859 | 1897 | 1906  | 2010 |
| ---- | ---- | ----- | ---- |
| 609  | ↗958 | ↗1040 | ↘15  |

## Транспорт и связь
К деревне с севера подходит грунтовая дорога от посёлка Лашма. Регулярное автобусное сообщение отсутствует.
Деревню Шульгино обслуживает отделение почтовой связи Лашма (индекс 391334).